# Jean-Michel Baron
Jean-Michel Baron (Saint-Jean-d’Angély, 1954. február 12. – Cognac, 2010. szeptember 2.) francia motorversenyző.
1980-ban megnyerte a francia motokrossz bajnokság 250 köbcentiméteres értékelését.
1985-ben részt vett a Dakar-ralin, melyen végül huszadikként ért célba. 1986-ban újfent rajthoz állt a viadalon. A verseny tizedik szakaszán elesett. Hónapokig tartó kórházi kezelések után otthonába szállították, ahol felesége ápolta. Egészen haláláig éber kómában tartották. Huszonnégy kómában töltött év után 2010. szeptember 2-án, ötvenhat évesen hunyt el.